# Middelwetering (Heicop)
De Middelwetering in de polder Heicop ten zuiden van De Meern is een vrij brede van west naar oost lopende gegraven watergang in het midden van deze polder. Bij de ontginning van dit gebied in de 12-de eeuw werd een stelsel van weteringen en sloten aangelegd met het doel de afvoer van overtollig water uit de polder zo efficiënt mogelijk te doen plaatsvinden. De ontginningsrichting in deze polder was van zuid naar noord en dit is ook de richting van het fijnmazige stelsel van evenwijdige sloten. Haaks op deze richting liggen de voorwetering, die in deze polder IJlandsche Wetering heet, de middelwetering en de achterwetering. Deze van oost naar west lopende weteringen voeren het water uit de sloten af naar de Lange Vliet, een kanaal dat naar het noorden loopt en in De Meern uitmondt in de Leidse Rijn.
Centrum: Drift · Kromme Nieuwegracht · Nieuwegracht · Oudegracht · Plompetorengracht · Stadsbuitengracht

Overig: Achtkantemolenvliet · Alendorperwetering · Amsterdam-Rijnkanaal · Biltsche Grift · Blekersgracht · Bijleveld · Haarrijn · Heicop · Heren- of Moesgracht · Jutfase Wetering . Keulse Vaart · Koekoeksvaart · Kromme Rijn · Kruisvaart/Bloemgracht · Lange Vliet · Leidse Rijn · Liesveldse Wetering · Maria- of Kruisvaartdwarsgracht · Merwedekanaal · Middelwetering (Heicop) · Middelwetering (Vleuterweide) . Minstroom · Noorderstroom · Oosterstroom · Otterstroom · Oude Rijn · Oude Wetering . Reijerscopse Wetering . Rijn . Uraniumkanaal · Vaartsche Rijn · Vecht · Vikingrijn · Vleutense Wetering · Westerstroom · IJlandsche Wetering · IJsselwetering . Zwarte Water